# アスランベク・アスラハノフ

プーチン大統領（左、当時）と面会するアスラハノフ（左）、2000年8月29日

アスランベク・アフメドヴィチ・アスラハノフ（露: Асламбек Ахметович Аслаханов、Aslambek Akhmedovich Aslakhanov、1942年3月11日 - 2024年8月11日【訃報報道日】）は、ロシア、チェチェン共和国の政治家、警察官僚。ロシア内務省退役大将。チェチェン選出のロシア連邦議会国家院議員。

## 経歴・人物
チェチェン出身。1967年ハリコフ教育大学を卒業し、警察官となる。1988年ハイジャック事件で人質解放に成功し、赤星勲章を受章。1990年ロシア人民代議員、最高会議代議員に選出された。当時は同郷のルスラン・ハズブラートフ率いる最高会議とボリス・エリツィン大統領は対立状態にあったが、アスラハノフはエリツィンを支持していた。1990年ロシア内務省を退官し、ジョハル・ドゥダエフを支持していたが、徐々に対立し、離反した。1992年イングーシ共和国暫定行政長官。チェチェン紛争では停戦交渉の当事者として尽力した。2003年から2004年までウラジーミル・プーチン大統領補佐官を勤めた。2004年ベスラン学校占拠事件では武装勢力との交渉に当たった。
フリースタイルのレスリング、柔道、サンボのマスターである。
2024年8月11日に死去したことが報じられた。82歳没。